# Фенакистископ
Фенакистиско́п (от греч. φεναξ — «обманщик» и σκοπέω — «смотрю») — лабораторный прибор для демонстрации движущихся рисунков, конструкция которого основана на феномене персистенции — инерции человеческого зрения. Изобретателем фенакистископа считается Жозеф Плато. Почти одновременно с Плато Симон фон Штампфер изобрел аппарат, очень похожий на фенакистископ, и назвал его стробоскопом.

## Конструкция
Аппарат состоит из картонного диска с прорезанными в нём отверстиями. На одной стороне диска нарисованы фигуры. Когда диск вращают вокруг оси перед зеркалом, то фигуры, рассматриваемые в зеркале через отверстия диска, представляются не вертящимися вместе с диском, а, наоборот, кажутся совершенно самостоятельными и делают движения, им присущие.— Жозеф Плато, август 1833 года

## История создания

### Исследования Плато
В 1828 году Жозеф Плато, продолжая опыты Роджета (англ. Peter Mark Roget), создал анортоскоп. Жорж Садуль называет это направление исследований Плато «анаморфоз» и указывает на явное влияние тауматропа на данную сферу исследований.
В конце 1832 года Плато, продолжая опыты по рассматриванию рисунков через вертящийся диск с отверстиями, создает фенакистископ.

Принцип, на котором основан этот оптический обман, очень прост.
Если несколько предметов, постоянно меняющих форму и положение, будут последовательно возникать перед глазами через очень короткие промежутки времени и на маленьком расстоянии друг от друга, то изображения, которые они вызывают на сетчатке, сольются, не смешиваясь, и человеку покажется, что он видел предмет, постоянно меняющий форму и положение.— Жозеф Плато, август 1833 года
В своих комментариях к принципам действия фенакистископа Плато очень точно сформулировал « …принцип действия современного кино, или, скорее, закон, на котором основана съемка или проецирование фильмов».
20 января 1833 года в письме Адольфу Кетеле, директору Брюссельской обсерватории Плато пишет о своем изобретении.
Однако ещё в ноябре 1832 года, Плато отправил своё изобретение Майклу Фарадею в Лондон, где оно и было продемонстрировано перед несколькими друзьями. Художник Маду, зять Кетеле, занимался созданием серий рисунков для фенакистископа.
С 1833 года, в Лондоне, выпуск фенакистископов начался в промышленном масштабе. Вскоре их производство было налажено и в Париже. Парижские игрушки были сделаны очень грубо, что сказывалось на изображении.
Плато, исправляя ошибки фенакистископа, отправил в Лондон рисунки с указаниями. В результате был создан «фантасмоскоп» или «фантаскоп». Однако у торговцев фенакистископ пользовался большей популярностью. Форма и конструкция фенакистископа со временем улучшалась.
В 1834 году английским математиком Уильямом Хорнером (англ. William George Horner) был сконструирован зоотроп — наиболее примечательная трансформация фенакистископа.
Многие новые модели, возникшие на основе фенакистископа Плато, быстро и недолго входили в моду под различными названиями. Конструкция этих моделей была достаточно сложной, и поэтому они иногда стоили довольно дорого. В особенности много их производили во Франции, Австрии, а также в Германии и Соединенных Штатах.
В 1845 году свои первые опыты провел артиллерийский офицер барон фон Ухациус. В результате этих опытов, в 1853 году, барону первому удалось осуществить проецирование изображений фенакистископа на экран. Серии его картинок были нарисованы на стеклах, вставленных по окружности в деревянный диск. Этот диск вращался позади объектива волшебного фонаря, в котором горела кальциевая лампа.
Проецирующий фенакистископ был также описан в 1853 году в «Анналах Венской академии». В продажу проецирующий фенакистископ был поставлен оптиком Прокошем, организовавшим его серийное производство.
Оптик Дюбоск, во Франции, одновременно с Ухациусом, сконструировал аналогичный аппарат и представил в Консерваторию Искусств и Ремёсел (фр. Conservatoire national des arts et métiers, CNAM). В этом же направлении работали многие английские оптики.

### Исследования Штампфера
Почти одновременно с Плато профессор геометрии Венского политехникума Симон фон Штампфер изобрел аппарат, очень похожий на фенакистископ; он назвал свой аппарат «стробоскопом». Эти два исследователя не знали работ друг друга и пришли к созданию данной конструкции каждый своим путём.

### Первенство
Первый стробоскоп Штампфер создал в феврале 1833 года, в то время как в ноябре 1832 года Фарадею уже демонстрировали фенакистископ, созданный по чертежам Плато. К тому же Штампфер не изложил с такой точностью, как Плато, принципы разложения и восстановления механики движения.
Примечательно, что Эрнст Мах, соотечественник Штампфера, в 1872 году прибегает к авторитету Плато.
Мах, а за ним Этьен-Жюль Марэ отдали должное Штампферу, назвав данный способ наблюдений «стробоскопией» или «стробоскопическим методом».